# 青峰镇 (重庆市)
青峰镇，是中华人民共和国重庆市永川区下辖的一个乡镇级行政单位。

## 行政区划
青峰镇下辖以下地区：
青峰场社区、胡豆坪村、佛岩寺村、凌阁堂村、牌坊坝村和莲花石村。